# Sabine Laschat

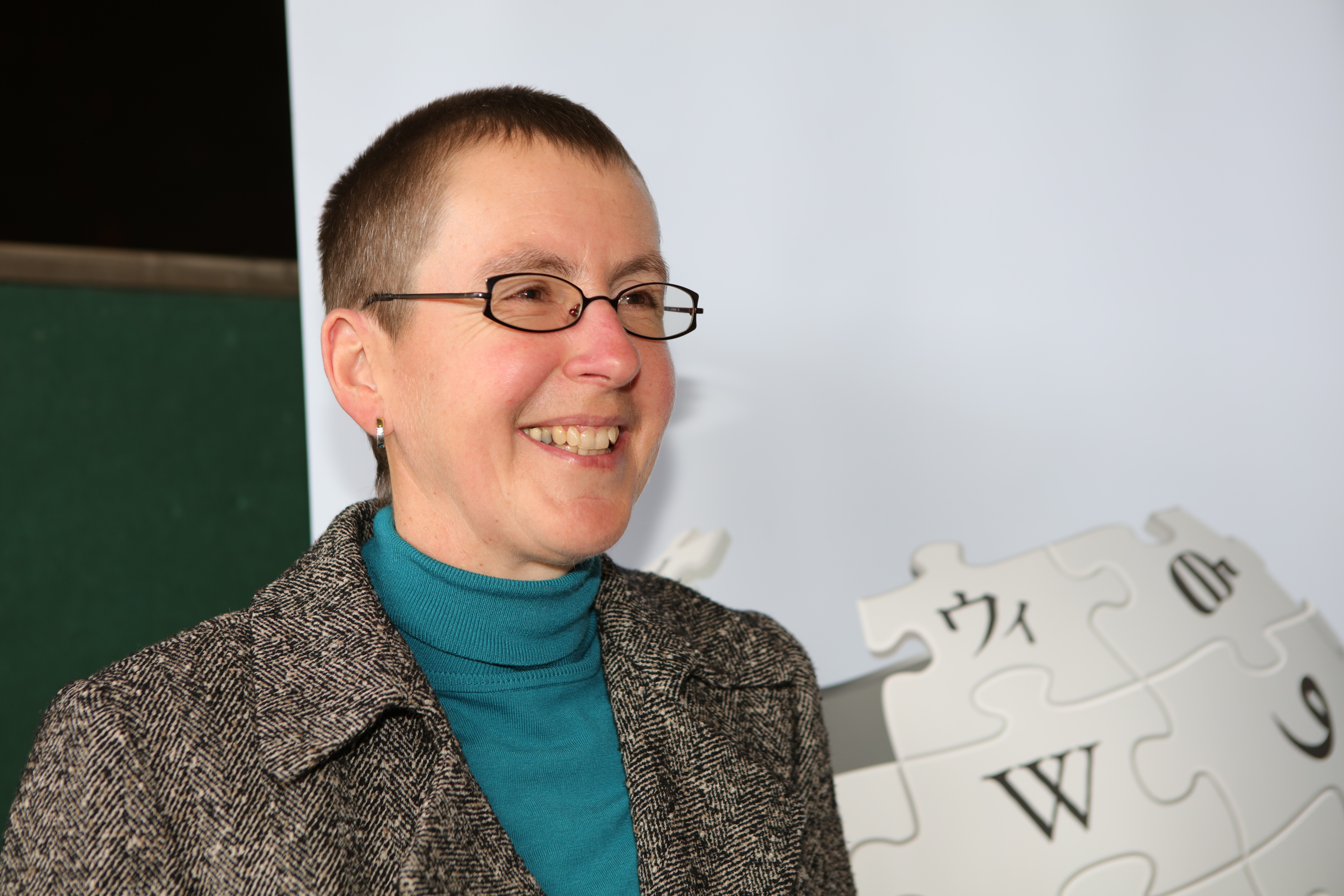
Frau Sabine Laschat, auf der ADUC 2016 in Heidelberg

Sabine Laschat (* 20. August 1963 in Darmstadt) ist eine deutsche Chemikerin (Organische Chemie). Sie ist Hochschullehrerin an der Universität Stuttgart.

## Leben
Sabine Laschat studierte ab 1982 Chemie an der Julius-Maximilians-Universität Würzburg mit dem Diplom 1987 und wurde 1990 bei Horst Kunz an der Johannes Gutenberg-Universität Mainz in Organischer Chemie promoviert. Sie wurde daraufhin Stipendiatin des Fonds der Chemischen Industrie. Als Postdoktorandin war sie bis 1992 an der University of California, Irvine, bei Larry E. Overman und anschließend an der Universität Münster bei Gerhard Erker, an der sie sich 1995 in Organischer Chemie habilitierte mit einem Lise-Meitner-Habilitationsstipendium. Für die Habilitation erhielt sie den ADUC-Jahrespreis für Habilitanden. 1997 wurde sie Professorin für Organische Chemie an der TU Braunschweig und 2002 ordentliche Professorin für Organische Chemie an der Universität Stuttgart. Von 2010 bis 2012 war sie dort Prorektorin für Forschung und Technologie.

## Werk
Sie befasst sich mit Synthese von Naturstoffen, teilweise mit Beteiligung von Enzymen, Oxidationskatalyse (mit organischen Katalysatoren und solchen aus Übergangsmetallen), Flüssigkristallen, Farbstoffen, Entwicklung von Liganden für die asymmetrische Katalyse und mit biokompatiblen Hydrogelen. Letztere werden als Nanobiomaterialien auch in Hinblick auf mögliche medizinische Anwendungen untersucht, wie zum Beispiel künstlichem Knorpel für Gelenke. Die Biomaterialien sollen auch für eine Verarbeitung mit Tintenstrahldruckern geeignet sein.
Von 2006 bis 2010 war sie Sprecherin des Sonderforschungsbereichs 706 (Katalytische Selektivoxidationen von C-H-Bindungen mit molekularem Sauerstoff).

## Auszeichnungen
1995 erhielt sie den Bennigsen-Foerder-Preis des Landes Nordrhein-Westfalen, 1996 den Gerhard-Hess-Preis der Deutschen Forschungsgemeinschaft und 1997 war sie Heisenberg-Stipendiatin.